# Voios
Voios (tiếng Hy Lạp: ?) là một khu tự quản ở vùng Tây Makedonías, Hy Lạp. Khu tự quản Voios có diện tích 1008 km², dân số theo điều tra ngày 18 tháng 3 năm 2001 là 20430 người.